# Боргезеов пуч
Боргезеов пуч (итал. Golpe Borghese) био је покушај неофашистичких снага да преузму власт у Италији у ноћи са 7. на 8. децембар 1970. године.

## Уротници
Идејни покретач овог пуча је био принц Јулио Валерио Боргезе који током Другог светског рата испрва био италијански ратни херој, а потом ратни злочинац због мучења и погубљења цивила. Незадовољан неактивношћу профашистичке партије Италијански социјални покрет у септембру 1968. године основао је партију Национални фронт уз помоћ које је покушао да изврши државни удар. Његови савезници током ове уроте су масонска ложа П-2 (Propaganda due), сицилијанска мафија, шеф италијанске војне тајне службе и врло вероватно тадашњи италијански министар одбране. Стајалиште САД по питању ове уроте је било двојбено пошто ју је ЦИА подржала, док се америчка амбасада у Риму томе противила.

## План уротника
Пуч је требало да започне освајањем зграде министарства одбране у Риму где се налазило неколико стотина аутоматских пушака које је требало да послуже за наоружавање завереника који нису били припадници војске. Недуго по одношењу наоружања мањи регуларни војни одред је требало да заузме зграду италијанске државне телевизије, док је требало да истовремено припадници мафије из Палерма изврше убиство министра унутрашњих послова, масонска ложа П-2 морала је да организује отмицу председника републике. Наводно због притиска из Вашингтона који је захтевао да по извршеном удару на власт мора доћи цивилна особа, за функцију будућег председника био је изабран Ђулио Андреоти. Као потпора овом преузимању власти у Риму биле су замишљене помоћне акције у другим италијанским градовима.

## 7. децембар 1970.
Док је само освајање зграде министарства одбране извршено по плану све остало је убрзо почело да се распада. Планирано изношење 200 аутоматских пушака током поподнева се због маленог броја уротника и нужне пажње одужило до пола ноћи. Такав развој догађаја је произвео панику међу вођама уроте који су потом издали наређење о обустави пуча у тренутку када је одред од 187 војника већ ушао у Рим и налазио се на мање од 500 метара од зграде телевизије. Додатни разлог за обуставу пуча је било његово потпуно неоткривање, тако да је требало само вратити оружје натраг у зграду министарства одбране што је извршено с изузетком једног од пет украдених пиштоља.

## Откриће
Како је број учесника уорте био неколико хиљада, потпуно се подразумевало да тајна о њему неће бити дуго скривена. Требало је ипак 3 месеца до изласка целе приче у јавност када је јавни тужилац подигао тужбу због покушаја државног удара. У суђењима која су трајала две године с јединим конкретним доказом пуча, несталим пиштољем, сви оптужени су ослобођени речима судије:
Сви ти старци од шездесет година су живели у неком свом свету

## Уништење доказа
Незадовољан резултатом суђења заменик тајне војне службе је наставио истрагу и склопио потпуну слику уроте 1974. године. Знајући да му је надређени уротник, он је свој досије предао тадашњем министру одбране Ђулију Андреотију, који је по својим каснијим речима са списка уротника обрисао већи број особа јер оне по њему нису биле важне за откриће целокупне уроте.
Италијанска судска тракавица овог случаја трајала је више од 25 година због разних нових доказа који су се током времена појављивали. Године 1998. су дефинитивно сви уротници проглашени слободнима. Неки због наводне невиности, а неки због застаре случаја.

## Постфестум
Принц Валерио Боргезе, који је дао име овом пучу, након његовог неуспеха склонио се у Шпанију, где је ненадано умро пре навршене седамдесете године. Ђулио Андреоти био је 7 пута премијер Италије, а 2002. године био је осуђен на 20 година затвора због мафијашког убиства новинара Пекорелија. Током каснијег жалбеног поступка ова је пресуда поништена. Укидањем државне тајне на део америчких докумената повезаних с овим догађајем постала је јасна уплетеност америчког председника Ричарда Никсона у овај пуч пошто су га агенти ЦИА-е редовно обавештавали о његовој организацији и свим другим везаним догађајима. Документе у вези с тим је у Италији издао лист Ла Република у децембру 2004. године . Међутим, само су поједини маргинализовани кругови унутар ЦИА-е подупирали пуч, јер је основна политика ЦИА-е била недозвољавање већих геополитичких промена на Медитерану.